# Суднова книга України
Суднова книга України — державна база даних, до якої вносяться відомості про українські судна, технічний нагляд за якими не здійснюють класифікаційні товариства.
Українські судна, що не підлягають реєстрації у Судновій книзі України, реєструються у Державному судновому реєстрі України.

## Загальні умови реєстрації
Судно може бути зареєстровано у Судновій книзі України тільки в одному морському порту України. Порт реєстрації судна може бути змінено за бажанням власника.
Реєстрація судна у Державному судновому реєстрі України засвідчується судновим білетом. За реєстрацію судна у Судновій книзі та будь-яких подальших змін стягується збір, ставки якого затверджені Мінтрансом.
З моменту реєстрації судна у Судновій книзі України всі раніше зроблені записи щодо цього судна в суднових реєстрах іноземних держав Україною не визнаються. Таким же чином Україною не визнається внесення судна України у судновий реєстр іноземної держави, якщо судно не виключено із Суднової книги України.
Судно виключається із Суднової книги України у разі:
1. визнання судна непридатним для подальшої експлуатації і ремонту;
2. втрати судном права плавання під Державним прапором України;
3. загибелі судна або пропажі його безвісти.

Судно одержує право плавання під Державним прапором України з часу реєстрації його у Державному судновому реєстрі України або Судновій книзі України та свідоцтва про одержання права плавання під цим прапором.

## Правила реєстрації
Порядок ведення Державного суднового реєстру України і Суднової книги України затверджено Постановою Кабінету Міністрів України від 26 вересня 1997 р. N 1069.
Загальне керівництво та контроль за проведенням державної реєстрації суден (крім риболовних) здійснює Мінінфраструктури. Керівництво та контроль за реєстрацією і веденням обліку риболовних суден здійснюється Держрибагентством.
Реєстрація торговельних суден у Судновій книзі України здійснюється капітанами морських портів, Укрморрічінспекцією, а риболовних суден — Держрибагентством та капітанами морських рибних портів.
У Судновій книзі не реєструються:
1. військові кораблі та судна;
2. катери, шлюпки та інші плавучі засоби, що належать будь-якому судну;
3. спортивні судна;
4. веслові судна без двигуна довжиною до 2,5 метра.

Термін реєстрації може бути постійним чи тимчасовим. Тимчасова реєстрація обмежується терміном дії договору фрахтування.
Відповідальність за збереження та ведення Суднової книги України покладається на керівника відповідного органу державної реєстрації суден.

### Відомості, що вносяться до Суднової книги
- Дата реєстрації
- Бортовий реєстраційний номер судна
- Тип та призначення судна
- Час та місце побудови судна
- Власник судна та його адреса
- Матеріал корпусу
- Основні розміри
- Осадка у вантажі
- Вантажопідйомність
- Валова місткість
- Швидкість ходу
- Екіпаж
- Район та умови плавання
- Двигун
- Організація, що здійснює технічний нагляд
- Загальна площа вітрил
- Заставні зобов'язання щодо судна.